# Zaviralci PD-1 in PD-L1
Zaviralci PD-1 in zaviralci PD-L1 so protirakave učinkovine iz skupine zaviralcev nadzornih točk, ki zavirajo receptorje programirane celične smrti (PD-1) ali ligande tega receptorja (ligand PDL-1 ali ligand za receptor programirane celične smrti 1). PD-1 in PD-L1 spadata med tako imenovane imunske nadzorne točke, beljakovine, ki uravnavajo delovanje limfocitov T. Rakave celice lahko prek njih zavirajo delovanje limfocitov T in tako preprečijo limfiocitom T, da bi jih uničili. Zdravila, ki zavrejo te imunske nadzorne točke, omogočijo aktivacijo limfocitov T in s njihovo citotoksično delovanje – uničevanje rakavih celic. Uporabljajo se za zdravljenje več vrst rakov.
Odobrnenih je že več učinkovin iz te skupine, in sicer za zdravljenje različnih vrst raka, kot so melanom, nedrobnocelični rak pljuč, karcinom Merklovih celic ..., veliko učinkovin pa je še v razvoju oziroma jih preučujejo.

## Mehanizem delovanja
Proteini PD-1 so membranski receptorji, ki so izraženi na površini določenih celic imunskega sistema (limfocitih T in B ter na naravnih celicah ubijalkah, monocitih in dendritičnih celicah). Na PD-1 se vežeta dva različna liganda, PD-L1 in PD-L2; prvi je prisoten v različnih tkivih in celicah, vključno s tumorskimi celicami, PD-L2 pa predvsem v hematopoetskih celicah. Fiziološki pomen interakcije PD-1 in njegovih ligandov je preprečevanje prekomernega imunskega odziva po aktivaciji imunskih celic zaradi okužbe ter preprečevanje avtoimunskega odziva.
PD-L1 rakavih celic interagira s PD-1 na limfocitih T ter zavre njihovo aktivacijo. Na ta način lahko rakave celice ubežijo imunskemu sistemu, ki bi jih sicer uničil. Zaviralec PD-1 ali PD-L1 tako prepreči vezavo receptorja PD-1 in liganda PD-L1 in s tem prepreči rakavim celicam, da bi se preko tega mehanizma izmuznile delovanju imunskega sistema.
Imunoterapija z zaviralci kontrolnih točk privede pri velikem deležu bolnikov do zmanjšanja tumorjev, učinek pa je načeloma dolgotrajen. Se pa vsi bolniki na zdravljenje ne odzovejo.

## Učinkovine
| Naziv         | Tarča | Indikacije | Leto odobritve (FDA/EMA) |
| ------------- | ----- | --- | ------------------------ |
| Nivolumab     | PD-1  | * melanom * nedrobnocelični pljučni rak * rak ledvičnih celic * hodgkinov limfom * ploščatocelični rak glave in vratu * urotelijski rak                        | 2014/2015                |
| Pembrolizumab | PD-1  | * melanom * nedrobnocelični pljučni rak * rak ledvičnih celic * hodgkinov limfom * ploščatocelični rak glave in vratu * urotelijski rak * rak debelega črevesa | 2014/2015                |
| Cemiplimab    | PD-1  | * ploščatocelični rak kože | 2018/2019                |
| Atezolizumab  | PD-L1 | * urotelijski rak * nedrobnocelični pljučni rak * trojno negativni rak dojke                                                                                   | 2016/2017                |
| Avelumab      | PD-L1 | * rak merklovih celic * rak ledvičnih celic * urotelijski rak                                                                                                  | 2017                     |
| Durvalumab    | PD-L1 | * nedrobnocelični pljučni rak * drobnocelični pljučni rak | 2017/2018                |

## Neželeni učinki
Najpogostejši neželeni učinki so utrujenost, srbečica, izpuščaji, driska in slabost. Med hude neželene učinke spadajo imunsko pogojeni neželeni učinki (kolitis, tiroiditis, pneumonitis, hepatitis in nefritis) in hude z infuzijo povezane reakcije. Imunsko pogojeni neželeni učinki so običajno posledica splošne disregulacije limfocitov T ali tvorbe avtoprotiteles, pri nekaterih bolnikih pa lahko igra vlogo tudi T-celični odziv proti okultnim virusnim okužbam.
V primerjavi s klasičnimi kemoterapevtiki povzročajo zaviralci PD-1/PD-L1 naslednje neželene učinke redkeje: utrujenost, senzorično nevropatijo, drisko, zaviranje delovanja kostnega mozga, izgubo teka, slabost in zaprtje.